# Stone Sour
Stone Sour war eine US-amerikanische Alternative-Metal-Band, die 1992 von Corey Taylor, ebenfalls Sänger von Slipknot, gegründet wurde.

## Bandgeschichte

### Die Anfänge undStone Sour(1992–2005)
Die Band wurde 1992 von Corey Taylor, Sänger der amerikanischen Nu-Metal-Band Slipknot, gegründet und wurde, nach einigen Demoaufnahmen in den Jahren 1992 bis 1997, stillgelegt. Im Jahr 2002 trat dann Josh Rand mit einigen Liedern an Corey Taylor heran, woraufhin die beiden begannen, die nächsten 18 Monate lang neue Lieder zu schreiben, um das Projekt „Stone Sour“ neu zu beleben. Die Band wurde wieder zusammengerufen und veröffentlichte zehn Jahre nach der Gründung ihr Debütalbum Stone Sour. Die Songs Get Inside im Jahr 2003 und Inhale im Jahr 2004 waren jeweils für einen Grammy Award in der Kategorie Beste Metal-Darbietung nominiert.

### Come What(ever) May(2006–2008)

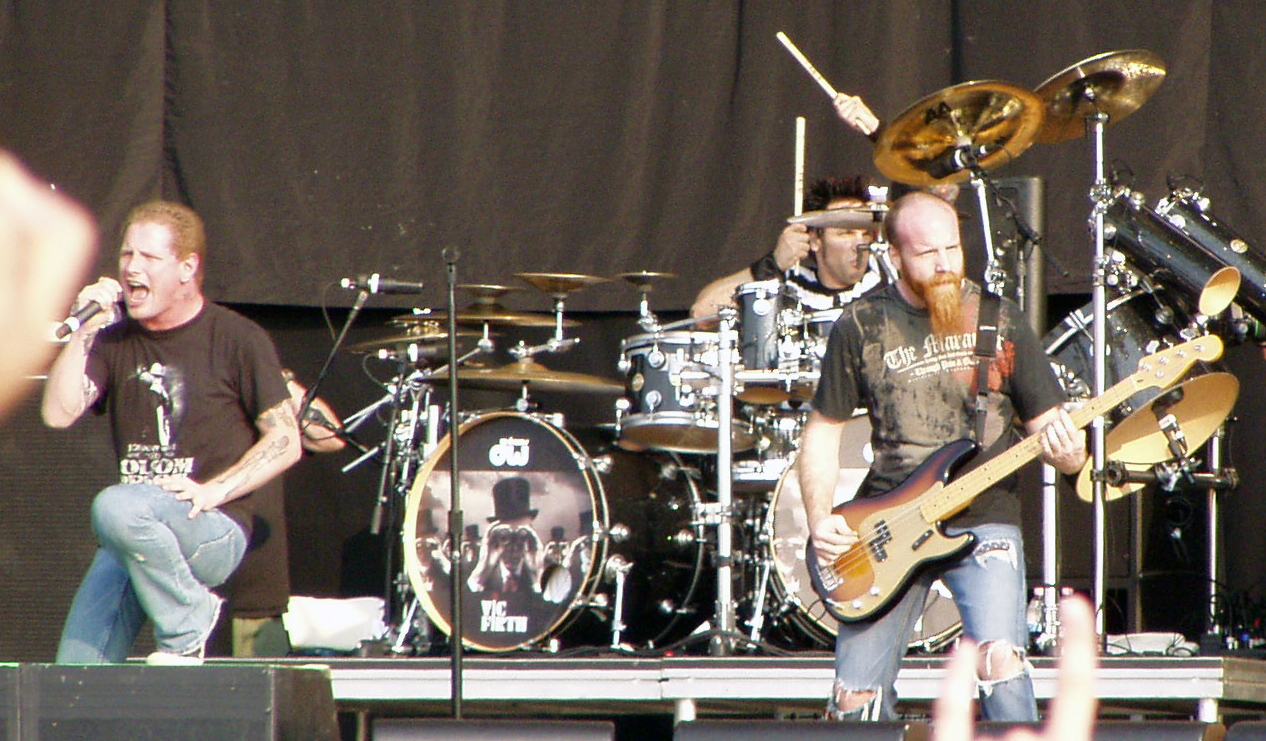
Stone Sour im Jahr 2007

Im März 2006 trennte sich dann Drummer Joel Ekman von der Band, sein Nachfolger wurde Roy Mayorga, der ehemals Schlagzeuger bei Soulfly war. Die Gründe für Ekmans aussteigen waren, dass bei seinem Sohn ein Gliom diagnostiziert worden war und er diesem beistehen wollte. Am 28. Juli 2006 erschien das neue Album Come What(ever) May, welches von den deutschen Heavy-Metal-Magazinen Rock Hard und Metal Hammer jeweils zum „Album des Monats“ gekürt wurde. Metal Hammer kürte Come What(ever) May rückblickend auf das Jahr 2006 zum „Album des Jahres“. Der Opener des Albums 30/30-150, war 2007 wieder für einen Grammy für die Beste Metal-Darbietung nominiert. Letzten Endes musste sich der Song jedoch Slayers Eyes of the Insane geschlagen geben.

### Audio Secrecy(2009–2011)
Im Sommer 2009 wurde auf der offiziellen Webseite der Band ein Count-Up veröffentlicht. Am 1. Dezember 2009 gab Corey Taylor bei einem Interview bekannt, dass das neue Album ab Februar 2010 von Rob Cavallo produziert wird. Weitere Details gab er jedoch nicht bekannt. Mit dem Einzug ins Studio eröffneten Stone Sour ein offizielles Twitter-Profil über den der Entstehungsprozess des neuen Albums verfolgt werden kann. Am 12. Januar 2010 folgte eine Pressemitteilung, die Band werde mit Nick Raskulinecz ihr drittes Album im Blackbird Studio in Nashville aufnehmen. Raskulinecz hatte bereits das Vorgängeralbum Come What(ever) May produziert. Am 5. und 6. Juni gab die Band bei Rock am Ring und Rock im Park bekannt, dass das dritte Album am 7. September 2010 erscheinen wird. Tatsächlich erschien Audio Secrecy in Deutschland bereits am 3. September bei Roadrunner Records.

### House of Gold and Bones(2012–2017)
Am 20. März 2012 begannen die Arbeiten für ein neues Album. Frontmann Taylor beschrieb den Stil des Albums als eine Mischung aus Pink Floyds Album The Wall und Alice in Chains’ Album Dirt. Kurz darauf wurde bekannt gegeben, dass der langjährige Bassist Shawn Economaki die Band verlassen hätte. Das Album wurde von Rachel Bolan eingespielt, der als Bassist von Skid Row tätig ist und der Band im Studio aushalf. Am 11. Juni gab Corey Taylor außerdem auf seinem Twitter-Profil bekannt, dass das neue Album den Namen House of Gold & Bones tragen würde. Da für das Album 24 Songs aufgenommen wurden, wird das Album aus zwei Teilen mit je 12 Songs bestehen. Der erste Teil ist am 19. Oktober 2012 erschienen. House of Gold & Bones – Part 2 erschien am 5. April 2013.
Ab Januar 2014 ist die Band mit Christian Martucci (unter anderem Dee Dee Ramone und Corey Taylors Soloband) auf Tour gegangen, da sich James Root komplett auf die Arbeit am nächsten Slipknot-Album konzentrieren will. Er wollte daher die nächsten Konzerttermine aussetzen. Im Mai verkündete die Band jedoch, dass James Root aus der Band entlassen wurde. Später bestätigte die Band, das Martucci nun festes Mitglied sei.

### Hydrograd(2017–2019)
Am 30. Juni 2017 wurde das sechste Album veröffentlicht, welches den Namen Hydrograd bekam. Im August 2017 veröffentlichte die Band außerdem ein exklusives Cover des Rage Against the Machine-Songs „Bombtrack“ für die Metal Hammer-Compilation Metal Hammer Goes 90s.
Im Frühjahr 2018 startete Stone Sour im Frühjahr und Herbst die US-Tournee 2018 von Ozzy Osbourne. Am 6. Mai 2019 wurde bekannt gegeben, dass Roy Mayorga als neuer Schlagzeuger zu Hellyeah kommt und den ursprünglichen Hellyeah-Schlagzeuger Vinnie Paul ersetzt, der am 22. Juni 2018 verstorben ist.

### Unbestimmte Pause (2020–heute)
Am 10. August 2020 gab Taylor im Podcast „The Green Room with Neil Griffiths“ bekannt, dass Stone Sour eine Pause einlegen würde, und sagte: „Ich habe das Gefühl, dass Stone Sour vorerst irgendwie ausgedient hat.“ „Wir haben alle als Band geredet und beschlossen, Stone Sour auf unbestimmte Zeit zu pausieren. So ist es nun einmal. Jeder macht sein eigenes Ding“.

## Musikstil
Stone Sour spielen nach eigenen Angaben „melodischen Hard Rock mit Inhalt und Initiative“. Als musikalische Einflüsse werden The Beatles, Led Zeppelin, Metallica und Alice in Chains genannt. Auf den Alben finden sich sowohl melodische Balladen als auch von metaltypischen Riffs geprägte Songs. Alle Gesangsarten Corey Taylors, für die er schon bei Slipknot bekannt ist, kommen zum Einsatz, von melodisch-klarem Gesang bis zu Screamen und Growlen.

## Diskografie
Studioalben

| Jahr | Titel Musiklabel                                  | Höchstplatzierung, Gesamtwochen, AuszeichnungChartplatzierungen (Jahr, Titel, Musiklabel, Platzierungen, Wochen, Auszeichnungen, Anmerkungen) | Höchstplatzierung, Gesamtwochen, AuszeichnungChartplatzierungen (Jahr, Titel, Musiklabel, Platzierungen, Wochen, Auszeichnungen, Anmerkungen) | Höchstplatzierung, Gesamtwochen, AuszeichnungChartplatzierungen (Jahr, Titel, Musiklabel, Platzierungen, Wochen, Auszeichnungen, Anmerkungen) | Höchstplatzierung, Gesamtwochen, AuszeichnungChartplatzierungen (Jahr, Titel, Musiklabel, Platzierungen, Wochen, Auszeichnungen, Anmerkungen) | Höchstplatzierung, Gesamtwochen, AuszeichnungChartplatzierungen (Jahr, Titel, Musiklabel, Platzierungen, Wochen, Auszeichnungen, Anmerkungen) | Anmerkungen                                                |
| Jahr | Titel Musiklabel                                  | DE | AT | CH | UK | US | Anmerkungen                                                |
| ---- | ------------------------------------------------- | --- | --- | --- | --- | --- | ---------------------------------------------------------- |
| 2002 | Stone Sour Roadrunner Records                     | DE94 (1 Wo.)DE | — | — | UK41 Gold · (2 Wo.)UK | US46 Gold · (27 Wo.)US | Erstveröffentlichung: 27. August 2002 Verkäufe: + 650.000  |
| 2006 | Come What(ever) May Roadrunner Records            | DE18 (6 Wo.)DE | AT13 (8 Wo.)AT | CH25 (5 Wo.)CH | UK27 Gold · (4 Wo.)UK | US4 Platin · (38 Wo.)US | Erstveröffentlichung: 1. August 2006 Verkäufe: + 1.242.500 |
| 2010 | Audio Secrecy Roadrunner Records                  | DE3 (7 Wo.)DE | AT5 (6 Wo.)AT | CH7 (3 Wo.)CH | UK6 Silber · (4 Wo.)UK | US6 (11 Wo.)US | Erstveröffentlichung: 3. September 2010 Verkäufe: + 60.000 |
| 2012 | House of Gold & Bones – Part 1 Roadrunner Records | DE7 (5 Wo.)DE | AT4 (9 Wo.)AT | CH8 (4 Wo.)CH | UK13 (3 Wo.)UK | US7 (14 Wo.)US | Erstveröffentlichung: 19. Oktober 2012                     |
| 2013 | House of Gold & Bones – Part 2 Roadrunner Records | DE3 (5 Wo.)DE | AT3 (5 Wo.)AT | CH7 (4 Wo.)CH | UK11 (3 Wo.)UK | US10 (10 Wo.)US | Erstveröffentlichung: 5. April 2013                        |
| 2017 | Hydrograd Roadrunner Records                      | DE4 (7 Wo.)DE | AT5 (7 Wo.)AT | CH4 (6 Wo.)CH | UK5 (3 Wo.)UK | US8 (3 Wo.)US | Erstveröffentlichung: 30. Juni 2017                        |